# The Lone Ranger
The Lone Ranger är en amerikansk westernfilm från 2013, i regi av Gore Verbinski och producerad av honom samt Jerry Bruckheimer. Filmen är baserad på romanfiguren Lone Ranger, i Sverige även känd som Svarta Masken. Filmen är skapad av teamet bakom Pirates of the Caribbean-serien.
Den hade biopremiär den 3 juli 2013. På Oscarsgalan 2014 nominerades The Lone Ranger för bästa smink och bästa specialeffekter, men förlorade till Dallas Buyers Club respektive Gravity.

## Handling
I San Francisco år 1933 berättar den ursprungsamerikanske krigaren Tonto (Johnny Depp) för pojken Will de otaliga berättelser om hur han 1869 träffade den arrogante åklagaren John Reid (Armie Hammer) i Texas efter att Johns bror, rangern Dan Reid (James Badge Dale), och alla andra rangers dödats av den hänsynslösa Butch Cavendish (William Fichtner). Då blev John förvandlad till en legend om rättvisa, The Lone Ranger.,
Tillsammans begav sig Tonto och John/The Lone Ranger ut i vilda västerns öken för att hämnas på Cavendish och hans blodtörstiga gäng. Detta höll på att få folket att tro att ursprungsamerikanerna låg bakom de mord som pågick runtom i Texas.

## Rollista i urval
- Johnny Depp – Tonto
- Armie Hammer – John Reid / The Lone Ranger
- Tom Wilkinson – Latham Cole
- William Fichtner – Butch Cavendish
- Barry Pepper – Kapten Jay Fuller
- James Badge Dale – Dan Reid
- Ruth Wilson – Rebecca Reid
- Helena Bonham Carter – Red Harrington
- Bryant Prince – Danny Reid
- Leon Rippy – Collins
- Stephen Root – Lewis Habberman III
- Matt O'Leary – Banditen Skinny
- James Frain – Banditen Barret
- Joaquín Cosío – Banditen Jesús
- Damon Herriman – Banditen Ray
- Harry Treadaway – Banditen Frank
- Gil Birmingham – Indianen Red Knee
- Robert Baker – Navarro
- Lew Temple – Rangern Hollis
- Saginaw Grant – Hövding Big Bear
- Mason Cook – Will
- JD Collum – Wendell
- Joseph E. Foy – Tonto som liten
- Travis Hammer – Unge Butch Cavendish
- Steve Corona – Unge Latham Cole

## Produktion
Producenten Jerry Bruckheimer skaffade rättigheterna för Lone Ranger åt Disney år 2007. I september 2008 meddelades det att Johnny Depp skulle spela Tonto. Filmen skulle först ha premiär sommaren 2011, men Pirates of the Caribbean: I främmande farvatten tog dess plats.
Inspelningen påbörjades våren 2012. Den spelades in i 6 olika stater: Utah, Colorado, New Mexico, Arizona, Texas, och Kalifornien.
Johnny Depp blev intresserad av att spela rollen som ursprungsamerikan efter att han fick veta att hans släkt ursprungligen härstammar från comancherna. Under förberedelserna för filmen besökte han stammen och blev deras hedersgäst.
Från början skulle Jack White göra musiken till filmen, men i december 2012 ersattes han av Hans Zimmer.